# Sami Aittokallio
Sami Aittokallio, född 6 augusti 1992, är en finländsk professionell ishockeymålvakt som spelar för Oulun Kärpät i Liiga. Han har tidigare spelat för Ilves i Liiga och Lake Erie Monsters i AHL.
Aittokallio draftades i fjärde rundan i 2010 års draft av Colorado Avalanche som 107:e spelare totalt.

## Statistik
M = Matcher, V = Vinster, F = Förluster, O = Oavgjorda, ÖF = Förluster på övertid eller straffar, MIN = Spelade minuter, IM = Insläppta Mål, N = Hållit nollan, GIM = Genomsnitt insläppta mål per match, R% = Räddningsprocent

### Grundserie
| 2010–2011    | Ilves              | Liiga        | 16 | 5  | 8  | 0 | — | 790  | 36  | 1 | 2.73 | —    |
| 2011–2012    | Ilves              | Liiga        | 11 | 1  | 6  | 3 | — | 596  | 28  | 0 | 2.82 | —    |
| 2012–2013    | Colorado Avalanche | NHL          | 1  | 0  | 0  | — | 0 | 49   | 2   | 0 | 2.45 | .920 |
|              | Lake Erie Monsters | AHL          | 27 | 14 | 12 | 1 | — | 1540 | 77  | 1 | 3.00 | .899 |
| 2013–2014    | Colorado Avalanche | NHL          | 1  | 0  | 1  | — | 0 | 40   | 3   | 0 | 4.50 | .833 |
|              | Lake Erie Monsters | AHL          | 26 | 10 | 11 | 2 | — | 1452 | 65  | 2 | 2.69 | .909 |
| NHL totalt   | NHL totalt         | NHL totalt   | 2  | 0  | 1  | — | 0 | 89   | 5   | 0 | 3.36 | .884 |
| AHL totalt   | AHL totalt         | AHL totalt   | 53 | 24 | 23 | 3 | — | 2992 | 142 | 3 | 2.84 | .904 |
| Liiga totalt | Liiga totalt       | Liiga totalt | 27 | 6  | 14 | 3 | — | 1386 | 64  | 1 | 2.77 | —    |

### Slutspel
| 2010–2011    | Ilves        | Liiga        | 2 | 0 | 2 | 117 | 5 | 0 | 2.57 | — |
| Liiga totalt | Liiga totalt | Liiga totalt | 2 | 0 | 2 | 117 | 5 | 0 | 2.57 | — |